# THE FIFTH SEASON
《THE FIFTH SEASON》(더 핍스 시즌)은 대한민국의 걸 그룹 오마이걸의 첫 번째 정규 음반이다. 타이틀 곡은 〈다섯 번째 계절 (SSFWL)〉로, 2019년 5월 8일 카카오엠을 통하여 발매되었다.

## 개요
- 《Remember Me》 이후 8개월 만에 대한민국에서 발매하는 음반이다. Drawing 버전과 Photography 버전의 두 가지로 발매되었다.
- 타이틀 곡인 〈다섯 번째 계절 (SSFWL)〉은 사랑이 찾아오는 것을 ‘다섯 번째 계절’이 오는 것에 비유한 서정적인 느낌의 노래이다.[1]
- 2019년 5월 16일 엠넷 엠카운트다운에서 1위 후보로 뉴이스트의 〈BET BET〉과 오마이걸의 〈다섯 번째 계절 (SSFWL)〉이 올랐는데, 2천 점 만점인 소셜 미디어 점수가 오마이걸에게 1500점 만점으로 책정되면서 뉴이스트가 1위로 잘못 선정되었다.[2] 이때 두 그룹의 점수 차이는 51표에 불과하였다.[3] 엠카운트다운 측은 곧 집계 오류를 인정한 뒤 1위 선정을 번복하였다.[4][5][6] 이로써 오마이걸은 데뷔 이래 처음으로 엠카운트다운에서 1위를 기록하였다.[3]

## 발매 과정
2019년 4월 10일 한 언론에서 오마이걸이 같은 해 5월 발매할 음반의 타이틀 곡의 뮤직 비디오를 촬영하기 시작하였다고 보도하였으며, 당일 WM 엔터테인먼트는 이것이 사실이라고 밝혔다. 4월 20일 서울특별시 노원구 광운대학교에서 열린 오마이걸의 첫 번째 팬클럽 팬미팅 “오늘도 미라클”에서, 오마이걸이 첫 번째 정규 음반으로 5월 8일 컴백한다는 사실이 공개되었다.
4월 27일 미술관에 걸린 유화 형태의 콘셉트 티저가 공개되었다. 티저 하단의 QR코드를 찍으면 효정과 아린이 녹음한 음성 안내가 나오도록 되어 있다. 4월 28일 ‘The Fifth Season Gallery Guide’라는 제목의 컴백 일정표가 오마이걸의 공식 SNS 계정을 통하여 공개되었다.
개인 및 단체 콘셉트 사진은 네 차례에 걸쳐 공개되었다. 우선 4월 29일 유화 드로잉 형태의 사진이 공개되었다. 다음날인 4월 30일에는 전날 공개된 사진과 동일한 공간에서 동일한 복장으로 찍은 사진이 게시되었다. 멤버들은 유리 온실을 연상시키는 공간에서 흰색 발레복을 입고 사진을 촬영하였다. 5월 2일에는 단체 사진과 둘·셋·둘로 나누어 찍은 개인 사진이 공개되었다. 사진 속에서 멤버들은 연분홍색 발레복을 입은 채 흰색 방 안에 들어와 있다. 마지막으로 5월 5일에는 멤버들이 다양한 색의 원피스를 입고 창가에 앉은 모습의 사진 세 장이 공개되었다. 한편, 5월 4일 공식 SNS 계정을 통하여 모션 티저가 게시되었다. 3분할된 화면에 등장하는 멤버들은 머리카락을 흔드는 바람을 맞으며 정면을 응시하고 있다.
5월 1일 도록 모양의 트랙 리스트 이미지가 게시되었다. 5월 3일 타이틀 곡을 포함한 전 곡의 하이라이트 메들리가 공개되었다. 타이틀 곡 〈다섯 번째 계절 (SSFWL)〉은 5월 6일에 가사가 공개되었고, 5월 7일에 뮤직 비디오 티저가 게시되었다.

## 수록곡
| #            | 제목                               | 작사                         | 작곡 | 재생 시간 |
| ------------ | ---------------------------------- | ---------------------------- | --- | --------- |
| 1.           | 〈다섯 번째 계절〉 (SSFWL)         | 서지음                       | Steven Lee, Joe Lawrence, Caroline Gustavsson (편곡: Steven Lee, Joe Lawrence)                                                          | 4:00      |
| 2.           | 〈소나기〉                         | 서지음                       | Steven Lee, Willie Weeks, Becky Jerams (편곡: Willie Weeks)                                                                             | 3:48      |
| 3.           | 〈미제 (Case No.L5VE)〉            | 정혜린 (153/Joombas), 미미   | Hyuk Shin (153/Joombas), MRey, Ashley Alisha (편곡: Hyuk Shin (153/Joombas), MRey)                                                      | 3:20      |
| 4.           | 〈Tic Toc〉                        | 서정아                       | Victor Carl (Galavant), Sebastian Anton Atas, SING (aka Mark E. Robertson), 홍준석 (편곡: Victor Carl (Galavant), Sebastian Anton Atas) | 3:15      |
| 5.           | 〈유성〉 (Gravity)                 | 서지음                       | 이우민 'Collapsedone', Mayu Wakisaka (편곡: 이우민 'Collapsedone')                                                                      | 3:10      |
| 6.           | 〈Crime Scene〉                    | 신진혜, 미미                 | David Amber, Sean Alexander, Mayu Wakisaka (편곡: David Amber)                                                                          | 3:27      |
| 7.           | 〈심해〉 (마음이라는 바다)         | 서지음                       | 박슬기 (153/Joombas), 배민수 (Joombas), Ashley Alisha, Le'mon (153/Joombas) (편곡: 박슬기 (153/Joombas), 배민수 (Joombas))              | 3:31      |
| 8.           | 〈Vogue〉                          | 서지음, 미미                 | MooF, Ashley Alisha, JJ Evans (Joombas) (편곡: MooF)                                                                                    | 3:17      |
| 9.           | 〈Checkmate〉                      | 서지음, 신진혜, 서정아, 미미 | Ryan S. Jhun, Henri Vuortenvrita, Anna Timgren (편곡: Ryan S. Jhun, Henri Vuortenvrita, Anna Timgren)                                   | 3:15      |
| 10.          | 〈다섯 번째 계절 (SSFWL)〉 (Inst.) |                              | Steven Lee, Joe Lawrence, Caroline Gustavsson (편곡: Steven Lee, Joe Lawrence)                                                          | 4:00      |
| 총 재생 시간 | 총 재생 시간                       | 총 재생 시간                 | 총 재생 시간 | 35:03     |

## 차트
| 차트 (2019)                 | 최고 순위 |
| --------------------------- | --------- |
| 대한민국 (가온 차트 ‘주간’) | 4         |
| 대한민국 (가온 차트 ‘월간’) | 16        |

## 수상

### 음악 방송
| 프로그램                 | 날짜            |
| ------------------------ | --------------- |
| SBS MTV 《더 쇼 시즌 5》 | 2019년 5월 14일 |
| MBC MUSIC 《쇼 챔피언》  | 2019년 5월 15일 |
| 엠넷 《엠카운트다운》    | 2019년 5월 16일 |